# Обади (Сребреница)
Обади су насељено мјесто у општини Сребреница, Република Српска, БиХ. Према попису становништва из 2013. у насељу је живјело 167 становника.

## Становништво
Према попису становништва из 1991. године, мјесто је имало 590 становника.
| Демографија | Демографија | Демографија |
| Година      | Становника  | Становника  |
| ----------- | ----------- | ----------- |
| 1948.       | 490         |             |
| 1953.       | 573         |             |
| 1961.       | 658         |             |
| 1971.       | 887         |             |
| 1981.       | 715         |             |
| 1991.       | 590         |             |
| 2013.       | 167         |             |

## Знемените личности
- Милорад Симић, српски лингвиста